# El Biod
El Biod är en ort i Algeriet.   Den ligger i provinsen Naama, i den norra delen av landet, 400 km sydväst om huvudstaden Alger. El Biod ligger 1 045 meter över havet och antalet invånare är 3 776.
Terrängen runt El Biod är platt. Runt El Biod är det mycket glesbefolkat, med 4 invånare per kvadratkilometer. Trakten runt El Biod är ofruktbar med lite eller ingen växtlighet.